# Agares

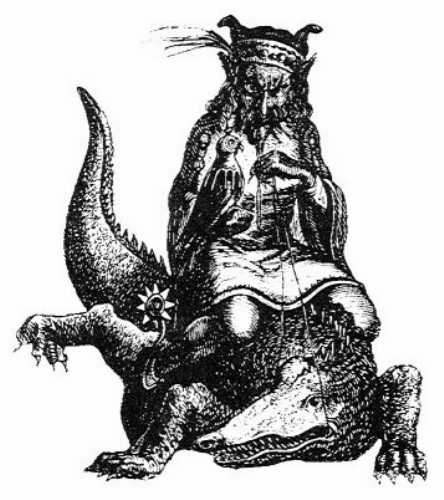
Agares (Collin de Plancy, Le Dictionnaire Infernal,
Parigi, 1863)

In demonologia Agares (o Agreas) è un duca (o Granduca) e viene citato nella lista dei principali demòni stabilita dalla Chiesa al corpo 7 del primo concilio di Braga. Capo di trentuno legioni, ha l'aspetto di un vecchio pallido che cavalca un coccodrillo, con un astore sulla mano.
Causa terremoti, dà il dono della conoscenza delle lingue e fa danzare gli spiriti della terra. Inoltre può causare fughe e ritorni da casa.